# Slivno (Chorvatsko)
Slivno (italsky Sliuno) je opčina v Chorvatsku v Dubrovnicko-neretvanské župě, asi 90 km severozápadně od Dubrovníku. Jejím střediskem je vesnice Vlaka. Opčina se nachází u mořského pobřeží, nachází se zde několik přímořských letovisek (Blace, Duba, Kremena, Komarna, Duboka, Klek). V roce 2011 žilo v celé opčině 1 999 obyvatel.
Opčina se skládá z 18 vesnic:
- Blace – 318 obyvatel
- Duba – 9 obyvatel
- Duboka – 130 obyvatel
- Klek – 159 obyvatel
- Komarna – 126 obyvatel
- Kremena – 14 obyvatel
- Lovorje – 66 obyvatel
- Lučina – 17 obyvatel
- Mihalj – 212 obyvatel
- Otok – 81 obyvatel
- Pižinovac – 13 obyvatel
- Podgradina – 314 obyvatel
- Raba – 6 obyvatel
- Slivno Ravno – 7 obyvatel
- Trn – 221 obyvatel
- Tuštevac – 81 obyvatel
- Vlaka – 302 obyvatel
- Zavala – 2 obyvatelé

Přestože se v opčině nacházejí vesnice větší než Vlaka (Blace a Podgradina), je Vlaka střediskem opčiny.